# Francisco Sampedro
Pour les articles homonymes, voir Sampedro.
Francisco Sampedro Lluesma, né le 28 janvier 1934 à Canet d'En Berenguer (Communauté valencienne, Espagne) et mort le 19 janvier 2019, est un footballeur espagnol qui jouait au poste d'attaquant.

## Biographie
Après avoir joué dans le club de sa ville natale, il passe dans les rangs du CD Acero de Port de Sagunt, puis au Levante UD. 
En 1955, Francisco Sampedro est recruté par le FC Barcelone qui paye un transfert de 300 000 pesetas. Il reste au Barça jusqu'en 1959 remportant un championnat d'Espagne, une Coupe des villes de foire et deux Coupes d'Espagne. Sa meilleure saison est 1956-1957 au cours de laquelle il joue la finale de la Coupe d'Espagne face à l'Espanyol de Barcelone et où il marque le but de la victoire du FC Barcelone. Il participe également au match d'inauguration du Camp Nou face à la Sélection de Varsovie. Il marque le quatrième but du Barça.
En 1958, il passe dans les rangs du CD Condal qui à cette époque est l'équipe réserve du FC Barcelone. Il quitte le Barça en 1959 et signe avec le Racing de Santander. Il passe sa première saison à Santander à se rétablir d'une grave blessure au genou. Lors de la saison suivante, il devient la star de l'équipe du Racing qui monte en première division.
En 1962, il est recruté par le RCD Majorque où il joue trois saisons. En 1965, il joue avec le Recreativo de Huelva. Il retourne au Racing de Santander en 1967 où il met un terme à sa carrière en 1969.

### Équipe nationale
Il joue trois fois avec l'équipe d'Espagne B.

## Palmarès
- Vainqueur de la Coupe des villes de foires en 1958
- Champion d'Espagne en 1959
- Vainqueur de la Coupe d'Espagne en 1957 et 1959